# Suite pour deux pianos no 2 de Rachmaninov
La Suite pour deux pianos no 2, op. 17, écrite par Sergueï Rachmaninov en 1901, est la seconde des deux suites pour deux pianos. Elle a été composée durant l'écriture de son second concerto et on y retrouve tout le brio  de ce dernier. Cette « effervescence créatrice » fait suite à une période dépressive et stérile à la suite de l'échec de sa première Symphonie et la critique de cette dernière par César Cui la comparant aux dix plaies d'Égypte. Elle a été jouée la première fois par le compositeur lui-même et Ziloti, son cousin et maître en classe de virtuosité.

## Structure
La suite comprend quatre mouvements : 
- Introduction
- Valse
- Romance
- Tarantelle